# No Angel
No Angel este albumul de debut al interpretei de origine engleză Dido.

## Lista melodiilor
1. "Here With Me" (Dido Armstrong, Pascal Gabriel, Paul Statham) – 4:14
2. "Hunter" (D. Armstrong, Rollo Armstrong) – 3:57
3. "Don't Think of Me" (D. Armstrong, R. Armstrong, Paul Herman, Pauline Taylor) – 4:32
4. "My Lover's Gone" (D. Armstrong, Jamie Catto) – 4:27
5. "All You Want" (D. Armstrong, R. Armstrong, Herman) – 3:53
6. "Thank You" (D. Armstrong, Herman) – 3:37
7. "Honestly OK" (D. Armstrong, R. Armstrong, Matt Benbrook) – 4:37
8. "Slide" (D. Armstrong, Herman) – 4:53
9. "Isobel" (D. Armstrong, R. Armstrong) – 3:54
10. "I'm No Angel" (D. Armstrong, Gabriel, Statham) – 3:55
11. "My Life" (D. Armstrong, R. Armstrong, Mark Bates) – 3:09
12. "Take My Hand" (D. Armstrong, Richard Dekkard) – 6:42